# Snagov
Snagov est une commune roumaine situé à 40 km au nord de Bucarest, dans le județ d'Ilfov.
Selon le dernier recensement en 2002, Snagov compte 6 041 habitants.
La commune est composée de cinq villages : Ciofliceni, Ghermănești, Snagov, Tâncăbești and Vlădiceasca.

## Histoire
Le village de Snagov a été bâti autour du monastère de Snagov. Les archéologues ont mis au jour des restes d'humains qui confirment une présence humaine à partir du IVe siècle av. J.-C.
Le premier document qui mentionne le village de Snagov a été découvert dans un texte de la Cour de Mircea cel Bătrân datant de 1408. On pense que Vlad Țepeș a été tué à Snagov par les janissaires pendant une bataille entre les Valaches et les Ottomans. On dit que Vlad Țepeș serait enterré au monastère de Snagov.
En 2002, le gouvernement roumain avait décidé de bâtir un parc à thème nommé « Dracula park », mais le projet a été incertain jusqu'en 2005, et en 2006, le gouvernement a annulé le projet.

## Étymologie
Le nom Snagov est probablement d'origine bulgare, du mot sneg qui signifie neige. Il pourrait aussi venir du mot snaga qui veut dire en bulgare corps humain.

## Démographie
Lors du recensement de 2011, 91,98 % de la population se déclarent roumains (0,57 % déclarent une autre appartenance ethnique et 7,43 % ne déclarent pas d'appartenance ethnique).

## Politique
| Parti | Parti                                      | Sièges |
| ----- | ------------------------------------------ | ------ |
|       | Parti social-démocrate (PSD)               | 6      |
|       | Parti national libéral (PNL)               | 4      |
|       | Alliance des libéraux et démocrates (ALDE) | 4      |
|       | Indépendant                                | 1      |

## Patrimoine culturel
- Le lac de Snagov, un lac d'une superficie de 5,75 km2.
- Le monastère de Snagov, situé dans un îlot du lac de Snagov. On dit que Vlad Țepeș serait enterré là-bas.
- Siliștea Snagovului, une église construite en 1664.
- Le monument de Imre Nagy. Le premier ministre hongrois a été gardé quelques mois à Snagov avant d'être réexpédié en Hongrie où il sera exécuté à Budapest.
- Nicolae Ceaușescu et son entourage allaient souvent en villégiature à Snagov.

Monastère de Snagov
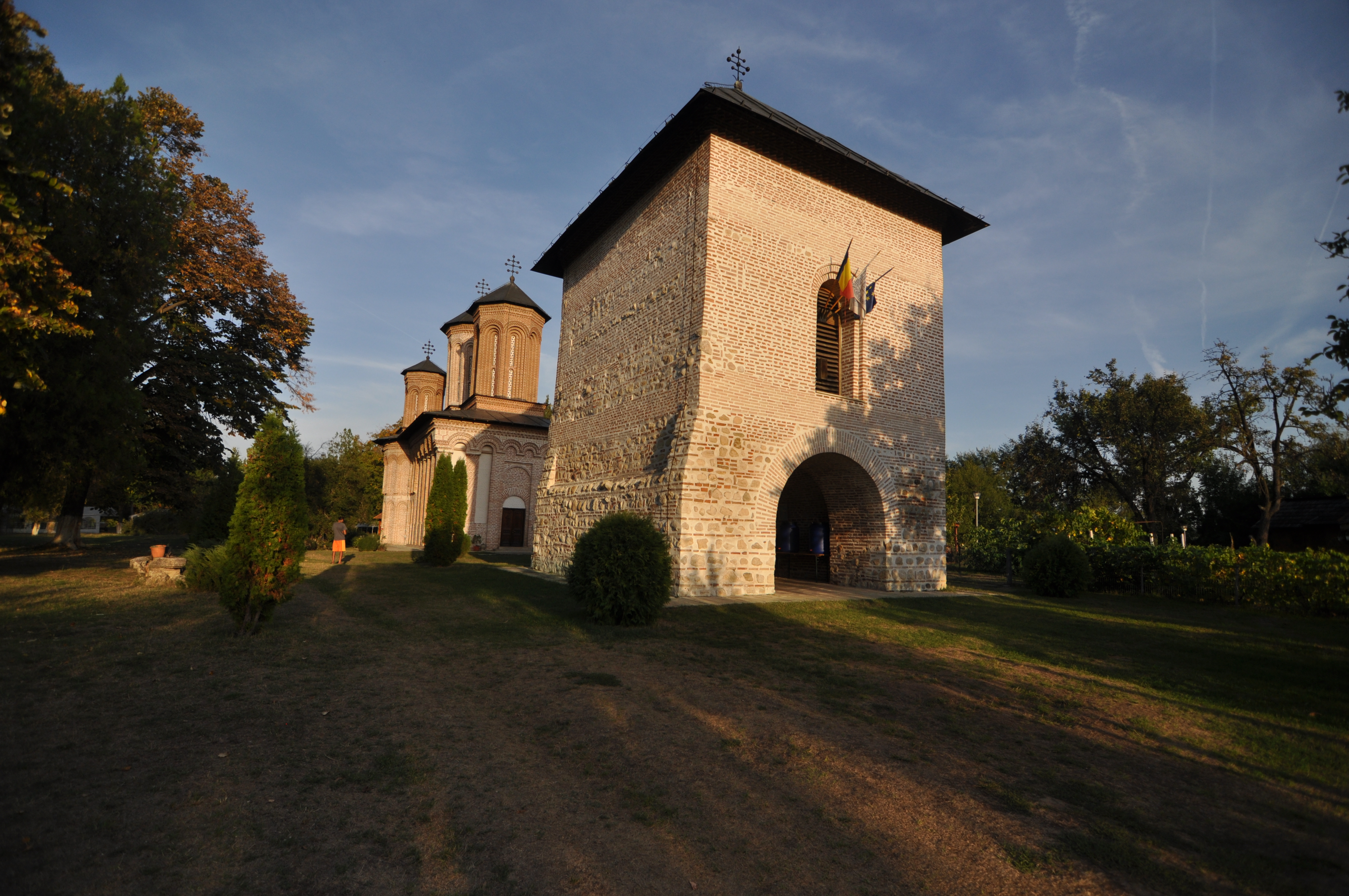
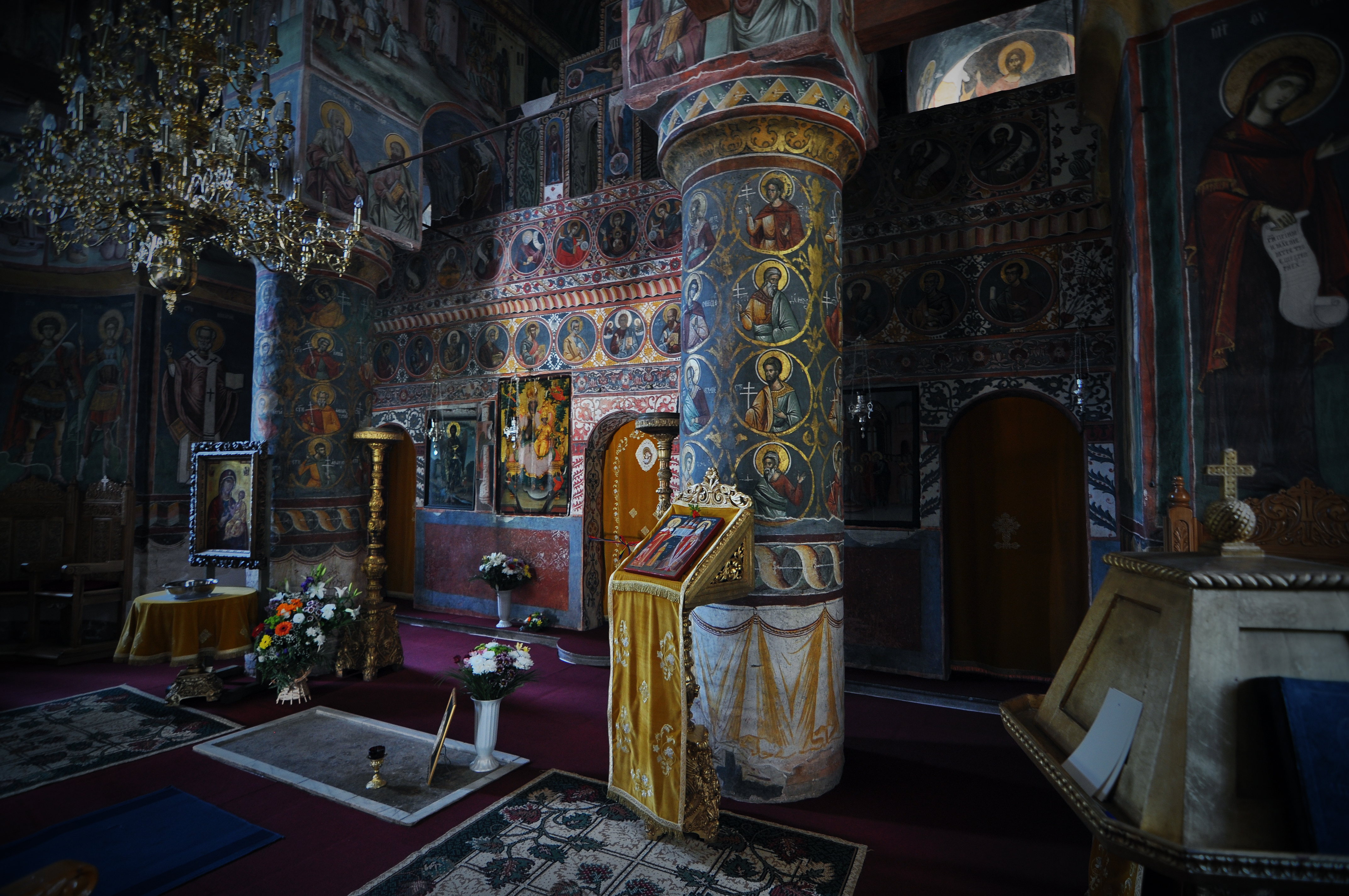